# Toxorhina (Ceratocheilus) fuscolimbata
Toxorhina (Ceratocheilus) fuscolimbata is een tweevleugelige uit de familie steltmuggen (Limoniidae). De soort komt voor in het Oriëntaals gebied.